# Podmoklice
Podmoklice jsou od roku 1938 část okresního města Semily. Nacházejí se na západě Semil, na levém břehu Jizery při ústí Chuchelského potoka. Je zde evidováno 571 adres. Trvale zde žije 6333 obyvatel.
Podmoklice leží v katastrálním území Semily o výměře 10,81 km2.

## Historie
První zmínka o Podmoklicích pochází z roku 1322, kdy se zmiňuje jako dědictví po Vokovi z Rotštejna. Vesnice tehdy patřila k hradu Rotštejn. Již během třicetileté války v roce 1634 byly Podmoklice připojeny k semilskému panství. V roce 1938 se Podmoklice sloučily s městem Semily.
Rozvoj Semil ovlivnila stavba železniční trati 030 z Pardubic do Liberce. Tehdy se zde začal rozvíjet především textilní průmysl. Rostla koupěschopnost dělnictva a to podporovalo růst nových živností. Později zde vznikla cihelna a na úpatí kopce čedičové lomy. Rostoucí sebevědomí obce vedlo k opakovaným, ale neúspěšným žádostem o povýšení Podmoklic na městys. V roce 1931 byla v Podmoklicích zřízena škola v Žižkově ulici. V 60. letech 20. století byl v Podmoklicích vybudován sportovní stadion a později přibylo koupaliště a kulturní dům. V 90. letech byly postaveny velice zajímavé budovy archivu a úřadu práce.

## Název
Název Podmoklice je odvozen od bažinaté, podmočené půdy (tento problém byl vyřešen navážkami vysokými 1–2 metry). Název Podmoklic neprocházel větším vývojem:
- 1322: in Podmocliczich
- 1654: Podmoklycze
- 1790: Podmoklicz
- 1834: Podmoklitz

## Obyvatelstvo
Obyvatelstvo Podmoklic je soustředěno především na čtyřech sídlištích:
- sídliště Černý most: budované převážně svépomocí, nazvané podle silničního mostu. Vyrůstalo v 70. letech 20. století
- sídliště Oleška: první sídliště v Semilech, vybudované v letech 1951–1961 pro 1100 obyvatel
- sídliště Pod Nádražím: postaveno v letech 1961–1966 pro 1300 obyvatel i se zázemím
- sídliště Řeky: největší sídliště v Semilech pro 2300 obyvatel stavěno v letech 1978–1984

## Doprava
V Podmoklicích je situována železniční stanice Semily na trati Pardubice – Jaroměř – Liberec. Sídlem prochází silnice II/292, spojující Semily a Železný Brod.

## Pamětihodnosti
- Novorenesanční tovární budovy bývalé přádelny bavlny F. Schmitta z roku 1862
- Buky v Podmoklicích – chráněná dvojice stromů před základní školou v ul. Jana Žižky (50°36′20,7″ s. š., 15°19′32,6″ v. d.)

## Rodáci
- Jan Vlk (1913–1942), válečný letec[7]
- Miloslav Jágr (1927–1997), malíř, grafik a ilustrátor

## Galerie

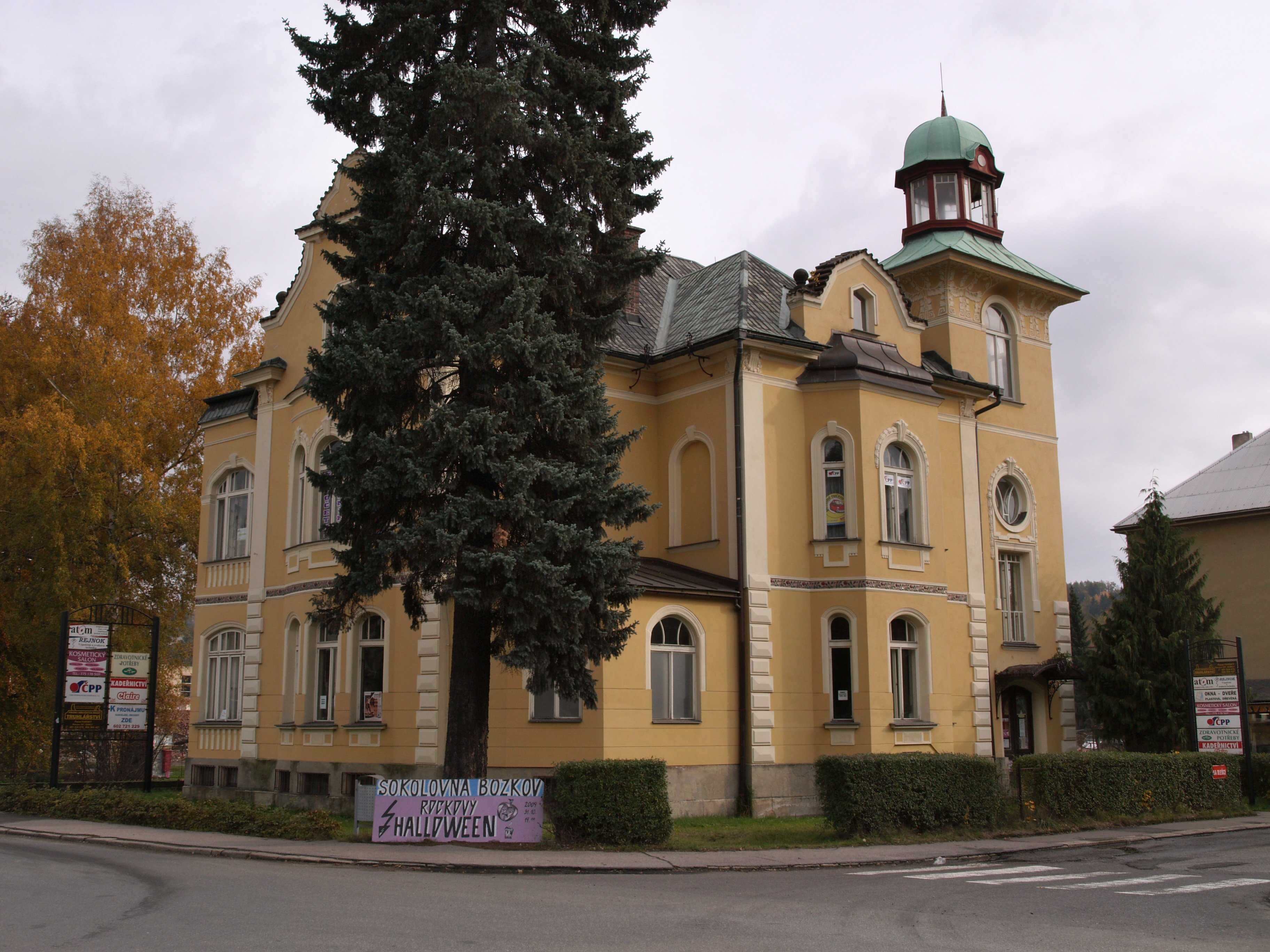
Secesní vila v Podmoklicích
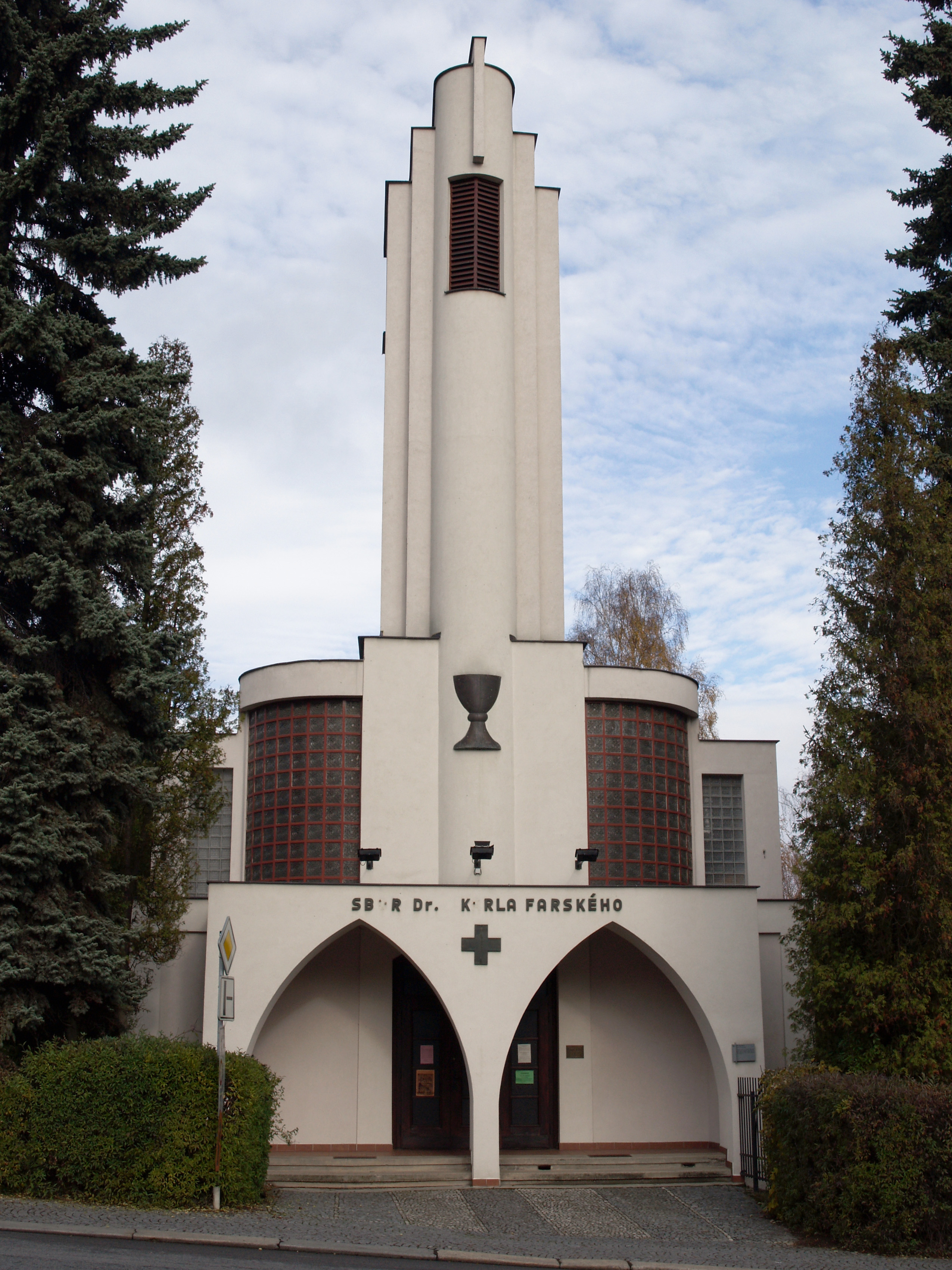
Budova Sboru Dr. Karla Farského
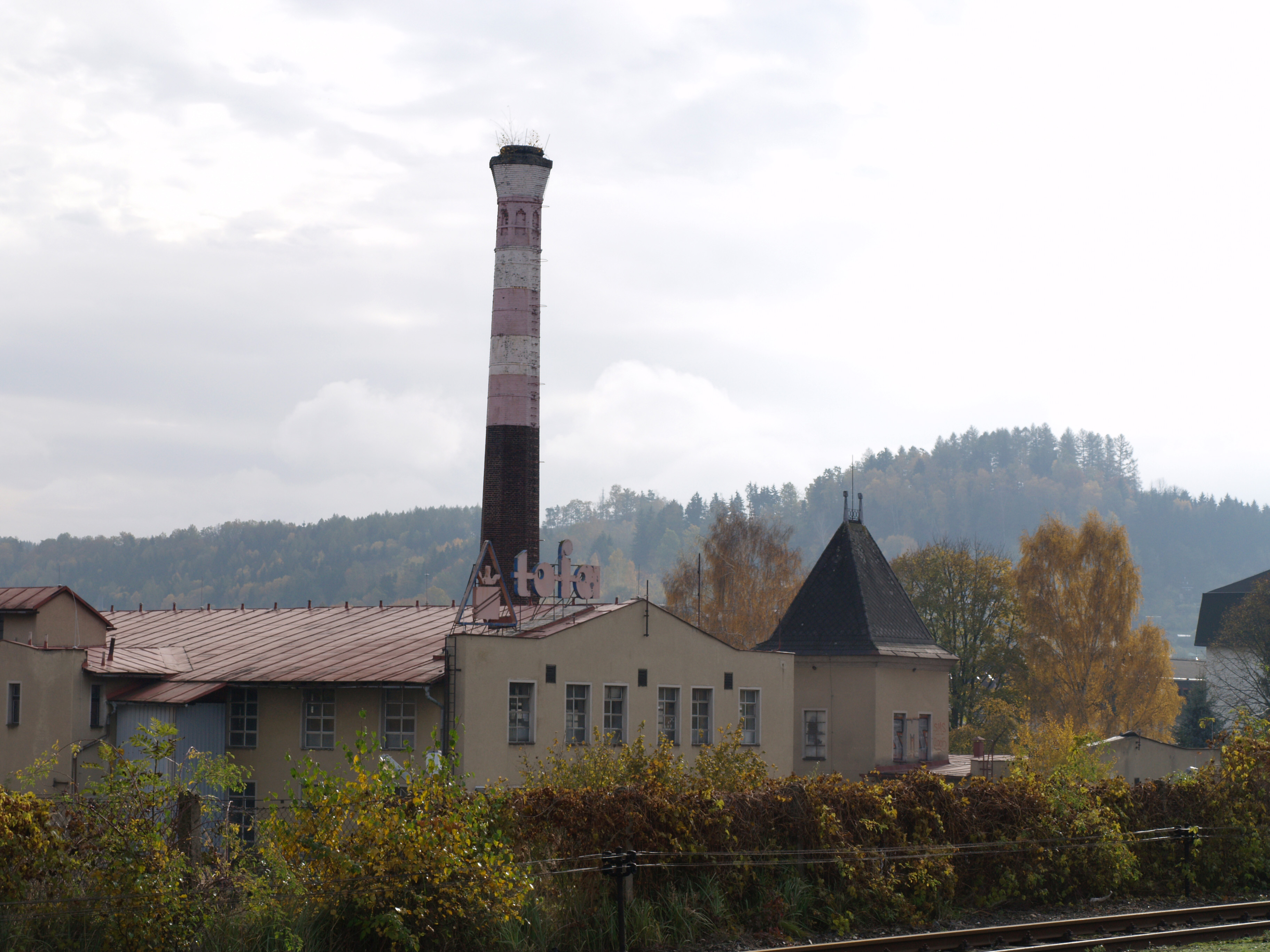
Někdejší známá továrna na hračky TOFA
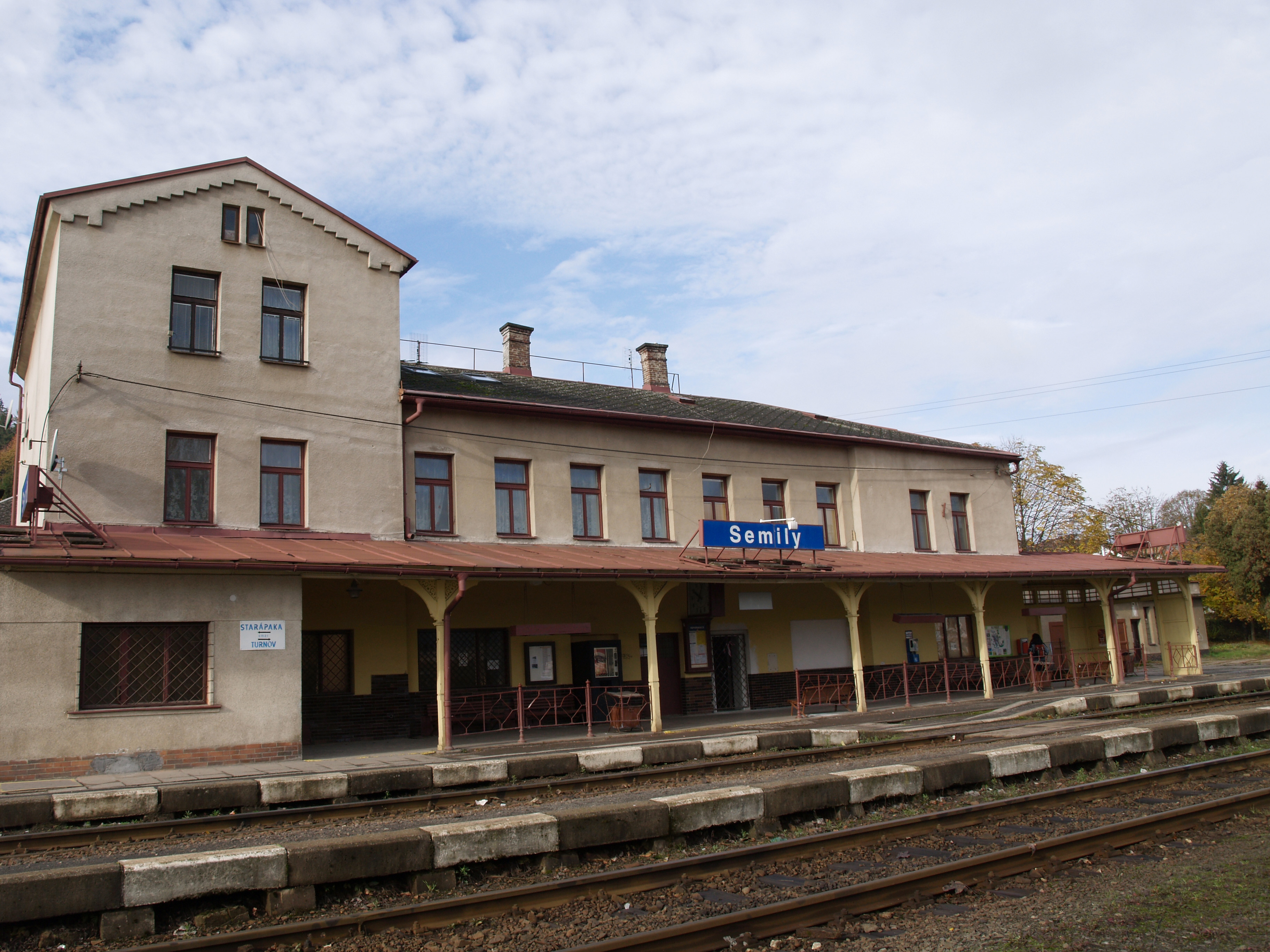
Na území Podmoklic je i semilské nádraží
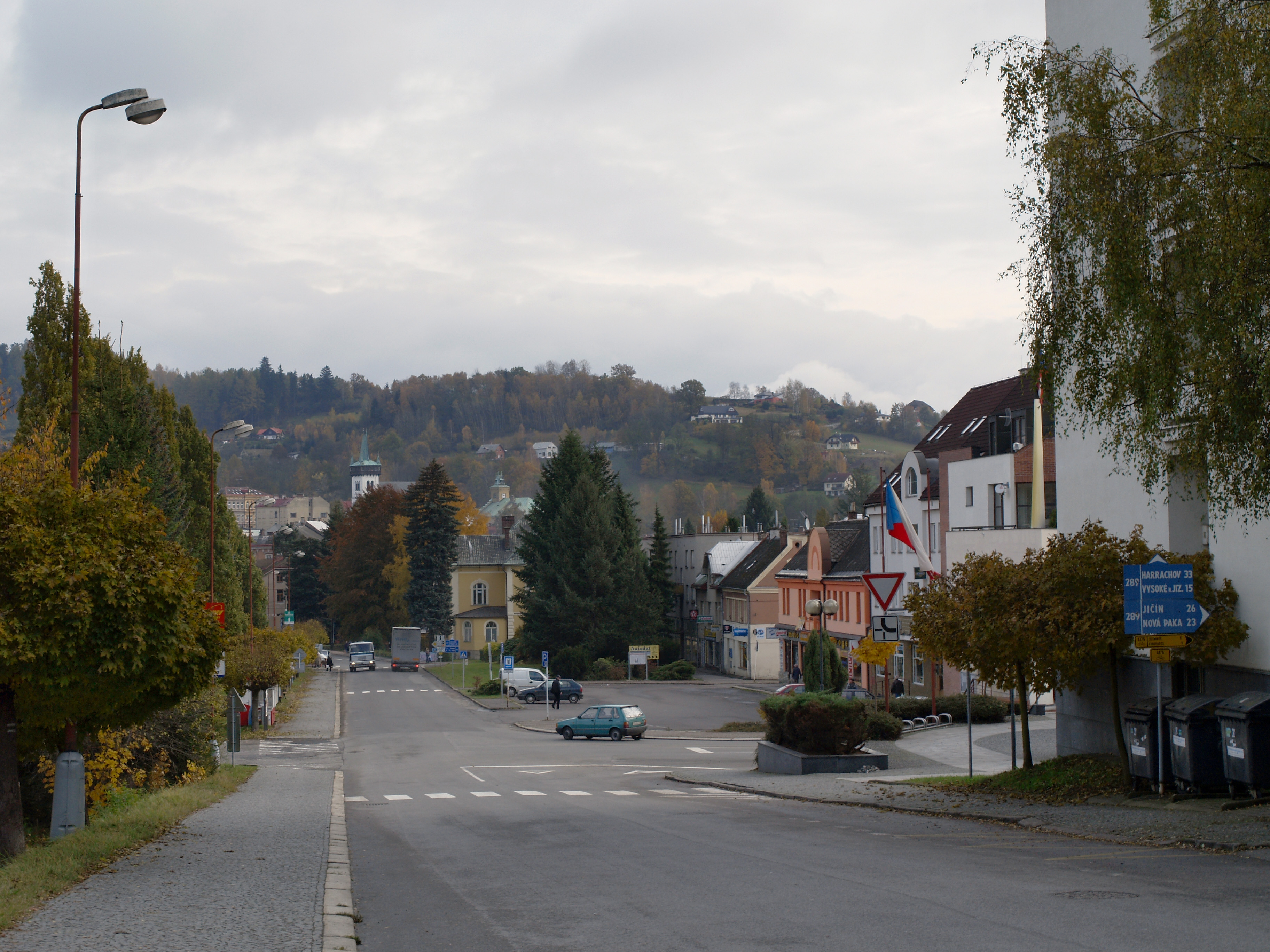
Pohled Nádražní ulicí na město